# Jens Juel (malarz)

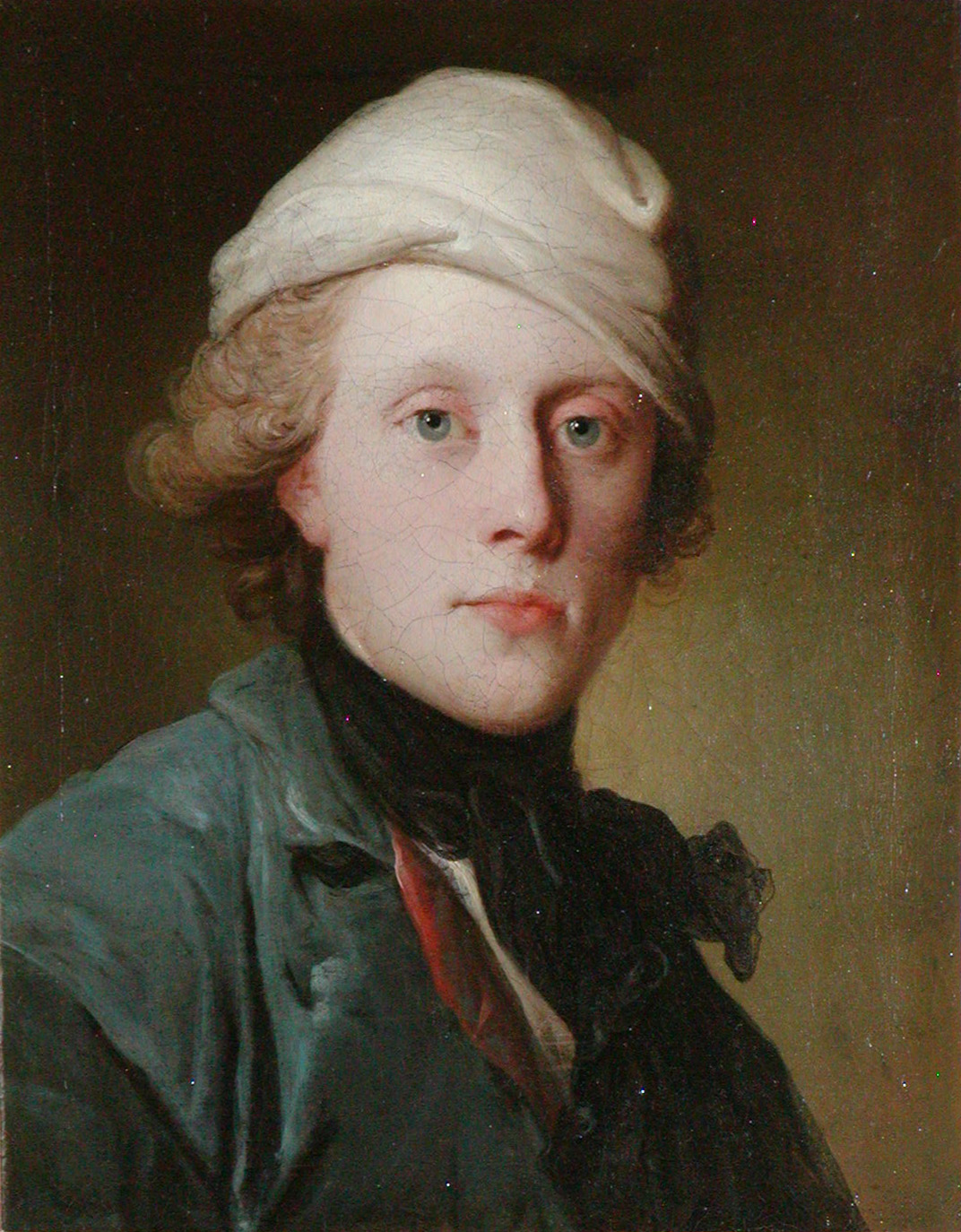
Autoportet

Jens Juel (ur. 12 maja 1745, zm. 27 grudnia 1802 w Kopenhadze) – duński malarz XVIII-wieczny. Kolekcja jego obrazów jest wystawiona na stałe w zamku Frederiksborg, siedzibie Narodowego Muzeum Historycznego (Det Nationalhistoriske Museum).
Juel dużo podróżował. Odwiedził kolejno:

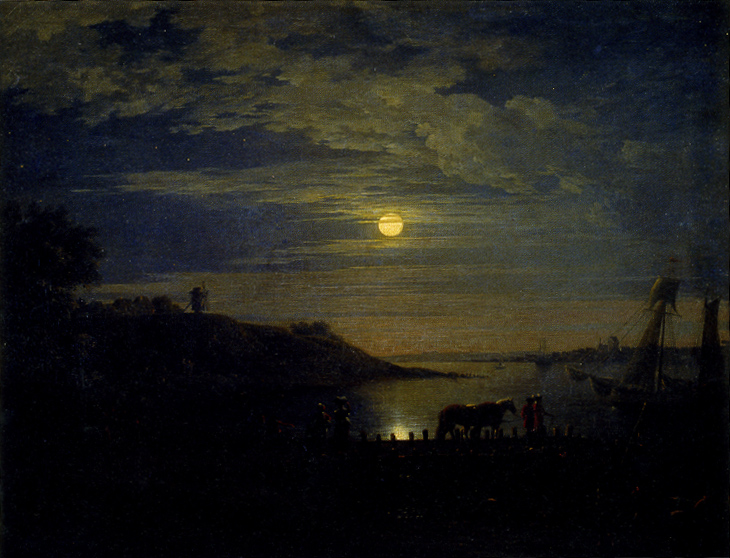
Krajobraz i Miesiąc (1787)

- 1764 – Hamburg
- 1765 – Fionia
- 1772 – Włochy
- 1772-1773 – Hamburg
- 1774 – Drezno
- 1774-1776 – Rzym
- 1776 – Neapol
- 1776 – Paryż
- 1777 – Szwajcaria
- 1779 – Kassel
- 1779 – Hamburg